# スヴァールバル空港
スヴァールバル空港、ロングイェール(IATA: LYR, ICAO: ENSB)（ノルウェー語: Svalbard lufthavn, Longyear,ロシア語: Аэропорт Сва́льбард, Ло́нгйир）はスヴァールバル諸島スピッツベルゲン島のロングイェールビーンにあるノルウェーの地方空港である。

## 就航都市
西海岸のロングイェールビーンの北西5 km (3.1 mi)にあり、公共便が定期便を運航している世界最北端の空港。ロングイェールビーン近くの最初の空港は第二次世界大戦中に建設。 1959年から運用されるが最初に時折での利用で年に数ヶ月しか使用ができなかった。新空港の建設は1973年に始まり、空港は1975年9月2日に開港。国営のAvinorが所有および運営。

## 航空会社と就航都市

### 旅客
| 航空会社                 | 就航地                                                                                               |
| ------------------------ | --- |
| スカンジナビア航空       | オスロ、トロムソ                                                                                     |
| ノルウェー・エアシャトル | オスロ                                                                                               |
| ルフトトランスポート     | ニーオーレスン（スヴァールバル諸島ヤンマイエン島）, スヴェア（スヴァールバル諸島スピッツベルゲン島） |
| アルクティクゴル         | バレンツブルグ（バレンツブルグ）, ピラミーデン（ピラミーデン）                                       |

### 貨物
| 航空会社            | 就航地                  |
| ------------------- | ----------------------- |
| ASL Airlines France | Paris–Charles de Gaulle |
| West Air Sweden     | Tromsø                  |

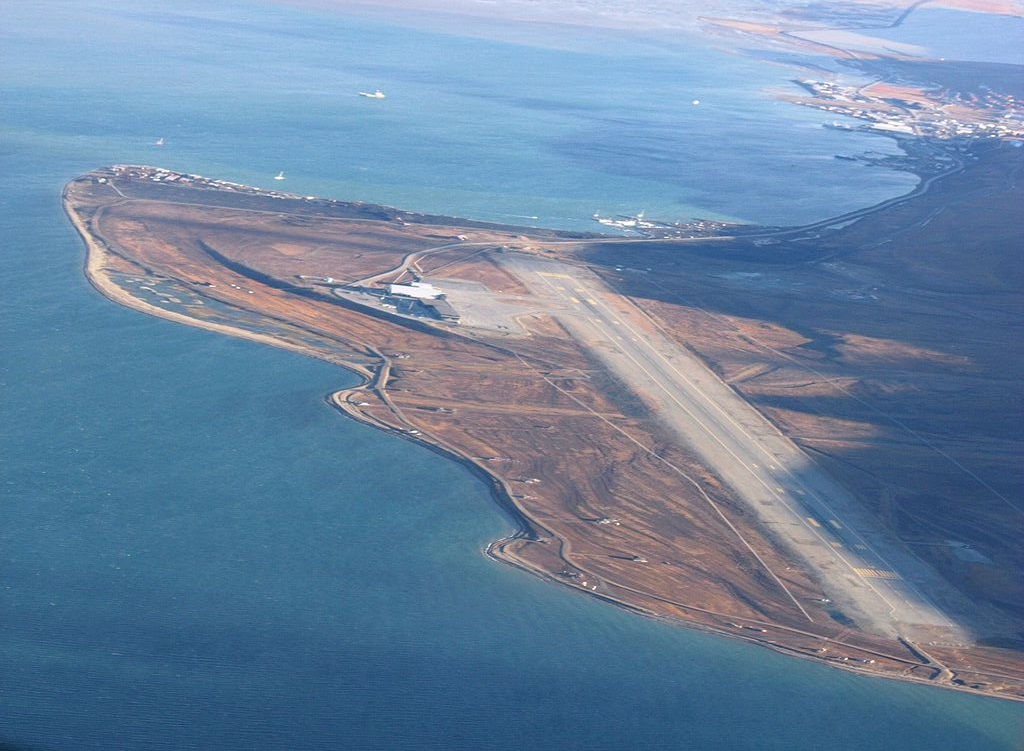
空港の航空写真
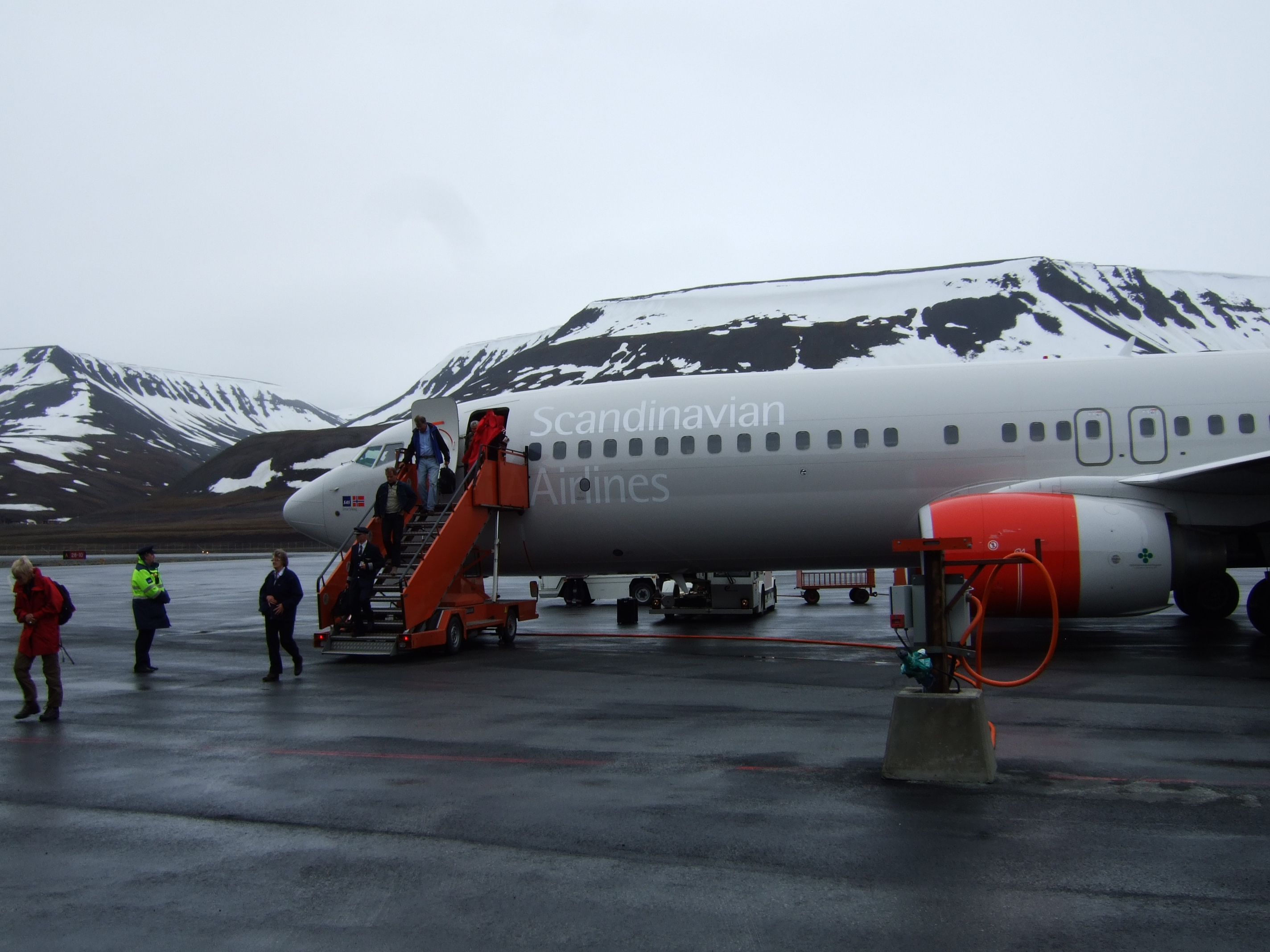
スカンジナビア航空のボーイング737-800を降機する乗客
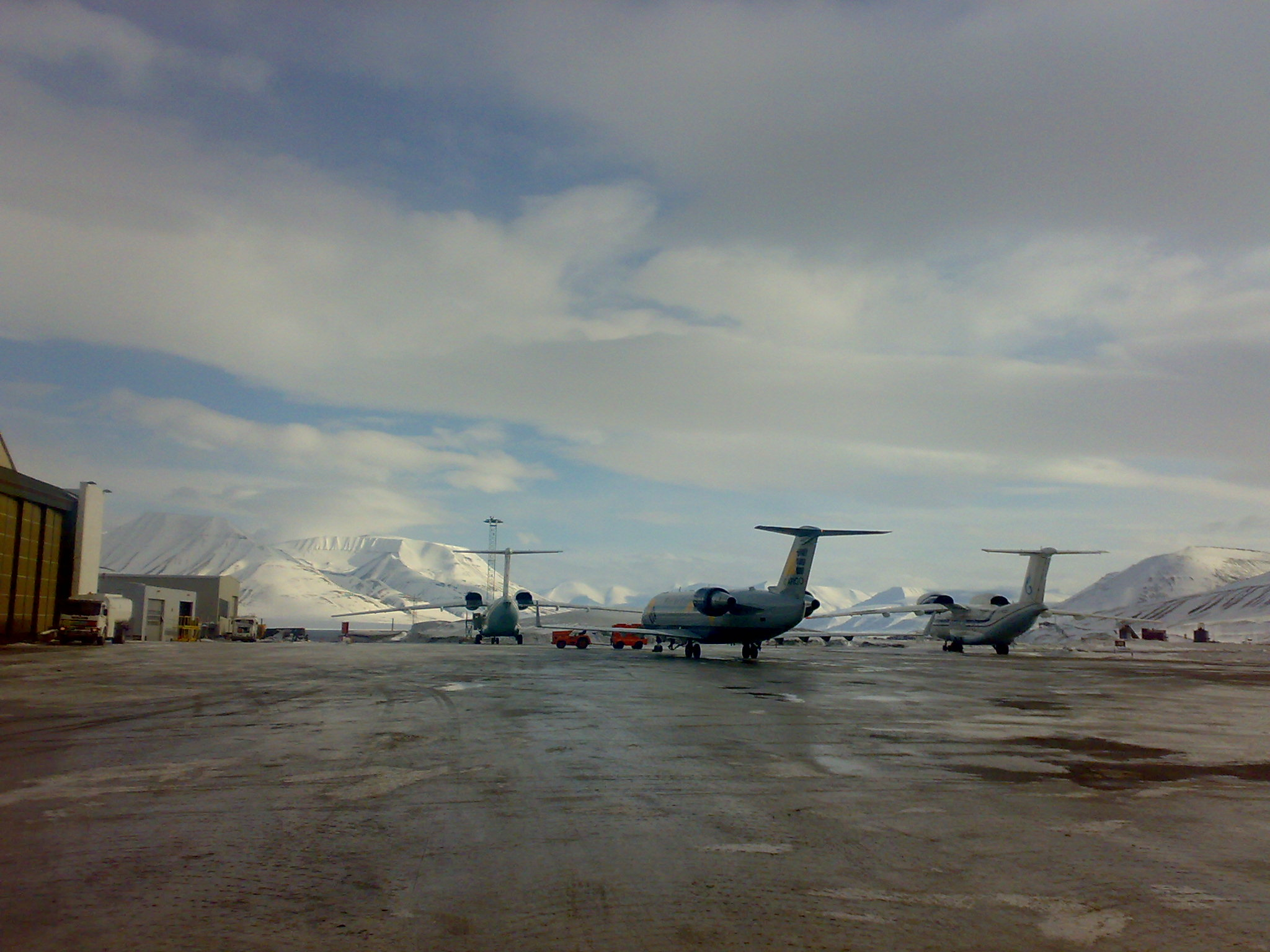
空港に駐機している航空機
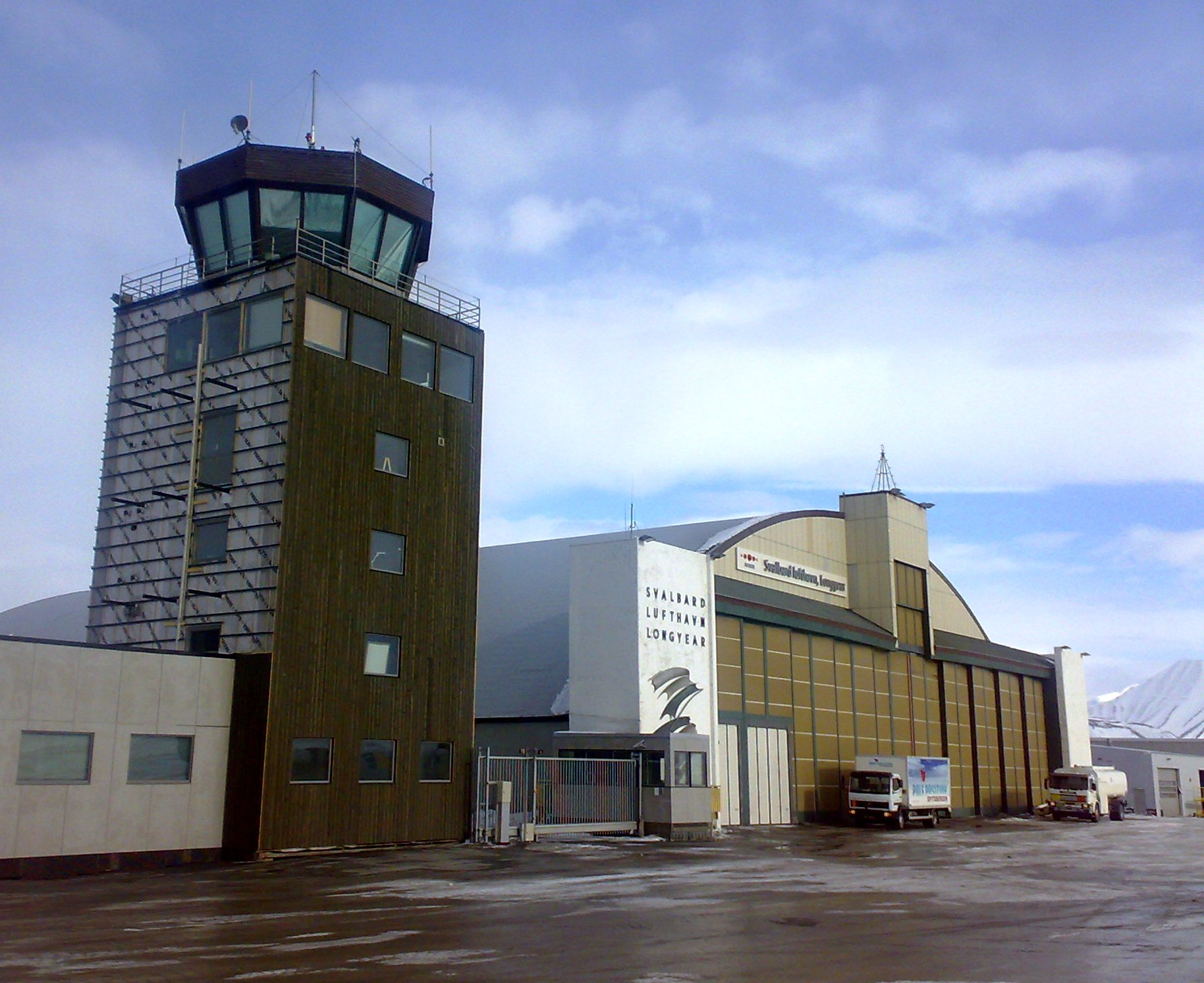
塔と格納庫
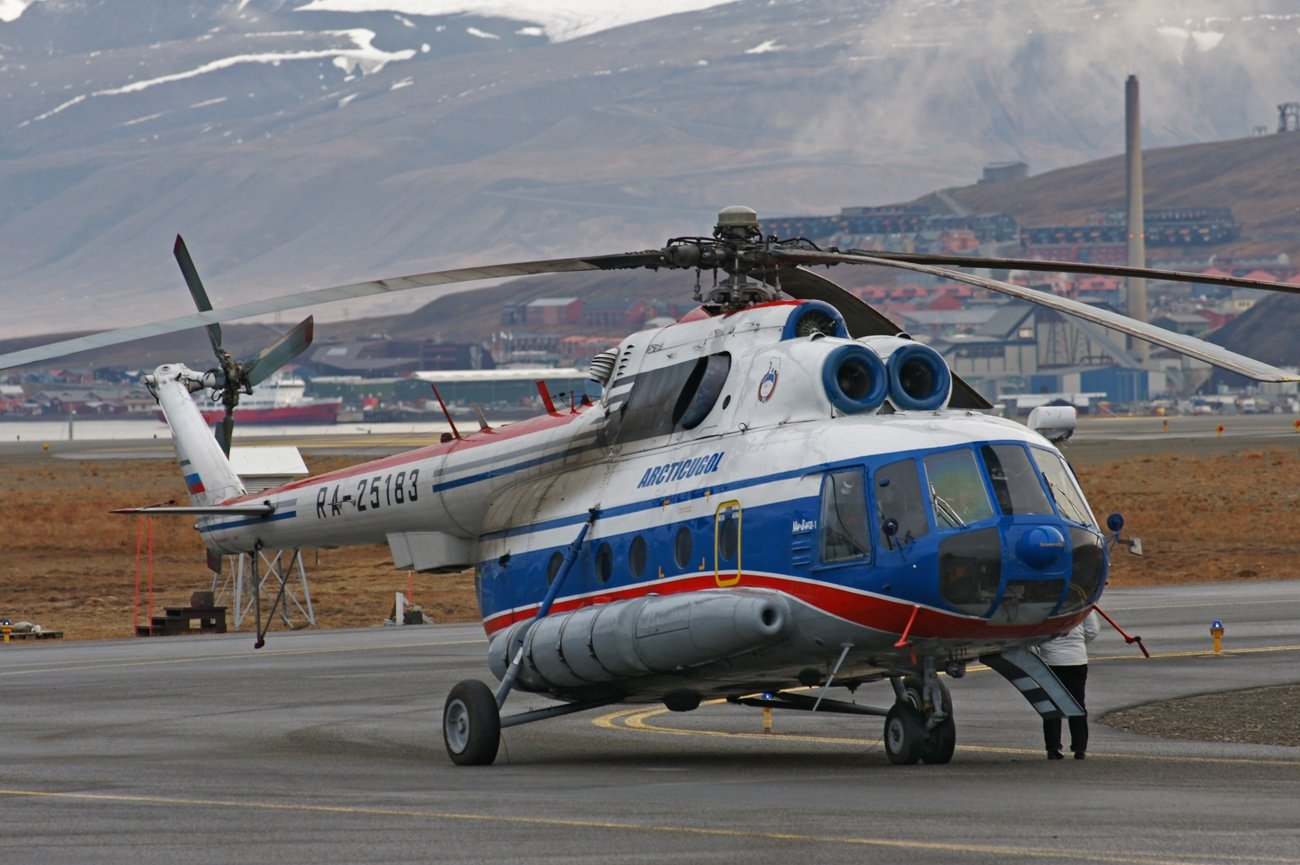
Spark +はArktikugol用にMilMi -8を運用した
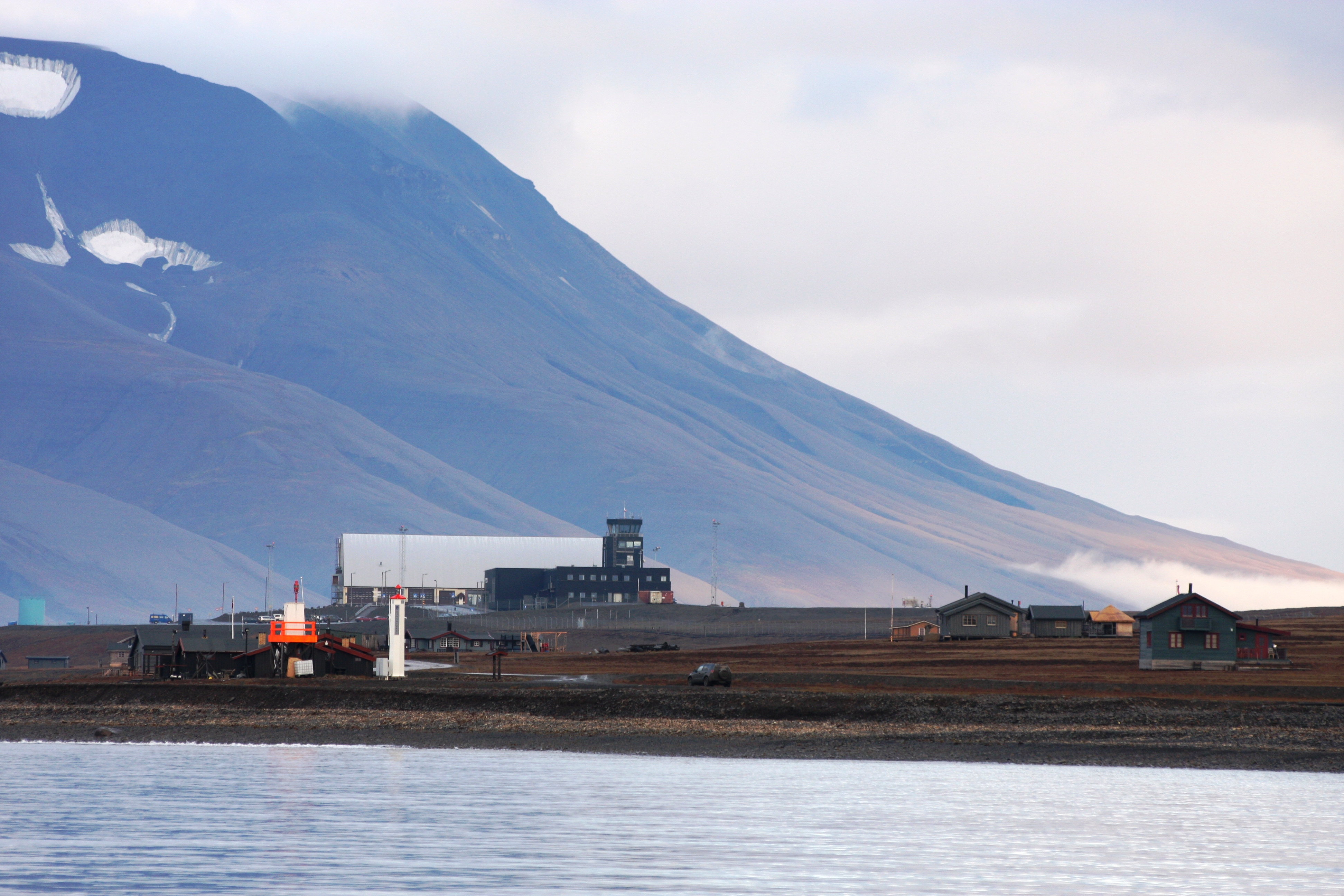
フィヨルドから見た空港

## 事故と事件
1996年8月29日、ヴヌーコヴォ航空2801便がスヴァールバル・ロングイェール空港への着陸進入中オペラフェレットに墜落し、141人が死亡した(詳細はヴヌーコヴォ航空2801便Template:ヴヌーコヴォ航空2801便)